# Nijō Michihira
Nijō Michihira (二条 道平, [[[1287]] - 1335] Erro: {{japonês}}: texto da transliteração contém caractere não latino (pos 19) (ajuda)), também conhecido como Nochi no Kōmyōshō-in foi um Nobre do período Kamakura da História do Japão.

## Vida e carreira
Foi filho de Nijō Kanemoto e o quarto líder do Ramo Nijō (originário do Ramo Kujō do Clã Fujiwara).
Ingressou na Corte Imperial em 1293 durante o reinado do Imperador Fushimi, sendo nomeado camareiro, em 1298, já no reinado do Imperador Go-Fushimi, foi promovido a Chūnagon e em 1299 nomeado Dainagon.
Em 1306, já no reinado do Imperador Go-Nijo, Michihira foi designado Naidaijin até 1309 quando foi promovido a Udaijin, e em 1314 já no reinado do Imperador Hanazono, foi promovido a Sadaijin até 1316. Em 1313 foi nomeado tutor imperial (Togu-no-fu) do Príncipe Takaharu (o futuro Imperador Go-Daigo). Em 1316 ele foi nomeado  Kanpaku de Hanazono até a morte deste morte em 1318. Neste ano (1316) Michihira também foi nomeado líder do clã Fujiwara.
Em 1323 após Go-Daigo ascender ao trono, Michihira se tornou um de seus três Nairans (literalmente examinador de documentos imperiais), cargos criados por Go-Daigo para substituir o Sesshō e depois foi nomeado Kanpaku de 1327 a 1330.
Michihira participou da derrubada do Shogunato Kamakura em 1332 e apoiou o movimento de Go-Daigo, que desembocou na Restauração Kemmu. 
Michihira foi nomeado novamente Sadaijin entre 1333 até sua morte em 1335.
| Precedido por Nijō Kanemoto   | -- 4º Líder dos Nijō Fujiwara | Sucedido por Nijō Yoshimoto       |
| Precedido por Konoe Mototsugu | 87º Sadaijin (1333 - 1335)    | Sucedido por Takatsukasa Fuyunori |
| Precedido por Konoe Iehira    | 80º Sadaijin (1314 - 1316)    | Sucedido por Konoe Tsunehira      |
| Precedido por Konoe Iehira    | 120º Udaijin (1309 - 1314)    | Sucedido por Konoe Tsunehira      |
| Precedido por Ichijō Saneie   | 97º Naidaijin (1307 - 1309)   | Sucedido por Konoe Tsunehira      |